# 泉花园大厦
35°39′53″N 139°44′22″E / 35.66472°N 139.73944°E

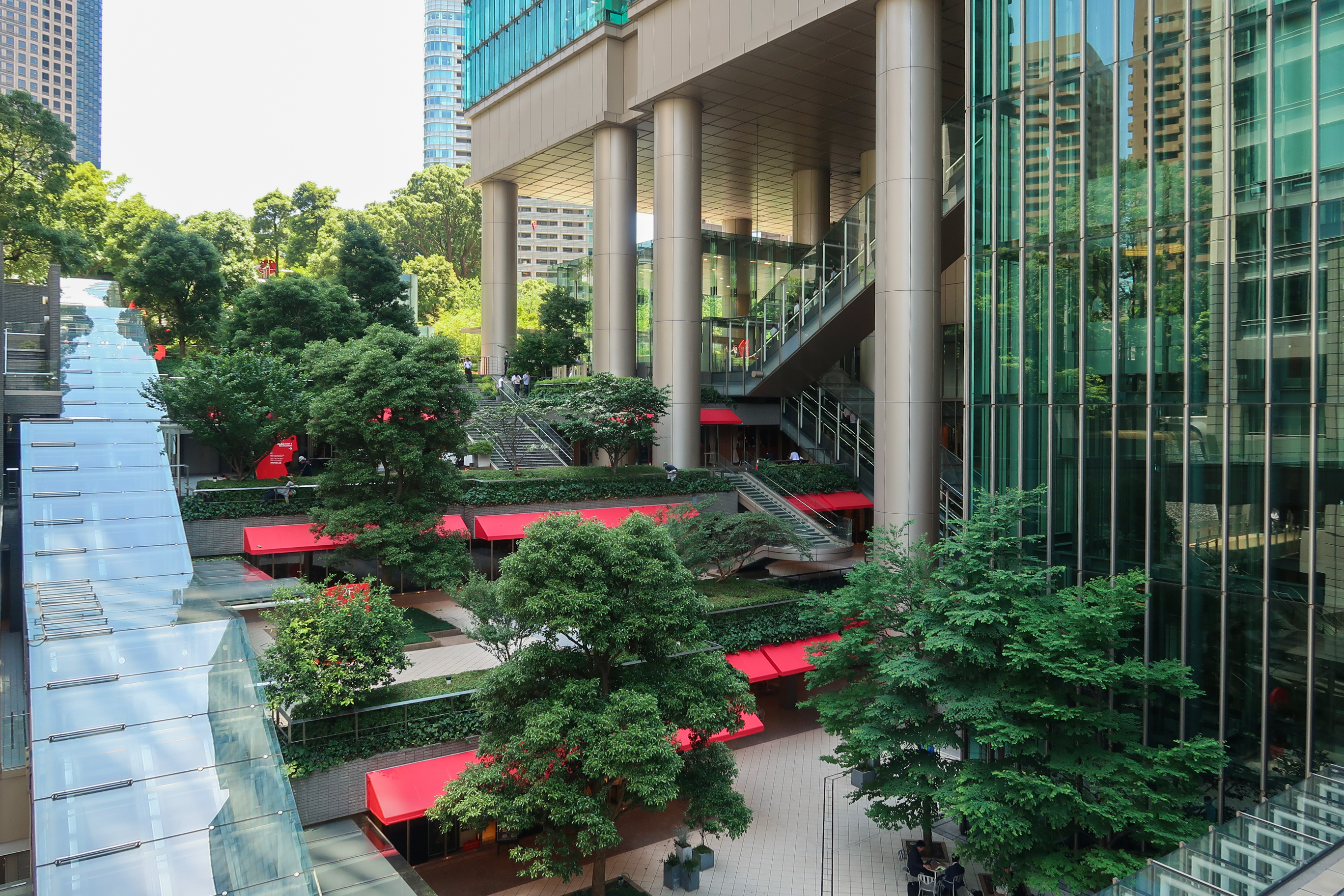
大厦庭園

泉花园大厦（日语：泉ガーデンタワー）是日本东京都港区六本木中的一栋摩天大楼。

## 概要
泉花园大厦是由日建设计事务所设计，住友不动产开发的大楼。是一栋全玻璃外墙的大楼，大楼外有突出的独特的形状的电梯。大楼名称中的“泉”来自住友集团的屋号“泉屋”。

## 主要租户
低楼层有Villa Fontaine（住友不动产的子公司“住友不动产Villa Fontaine”经营的商务酒店），高楼层有住友会馆，中楼层有众多的律师事务所及投资银行。
- 42层-45层: 住友会馆
- 38层-40层: 安德森・毛利・友常律师事务所（英语：Anderson Mori & Tomotsune）
- 36层: 愛貝克思集團
- 35层: Naturally Plus
- 33层: LGT集团（英语：LGT Group）（总部设在列支敦士登的金融服务企业）
- 28层: 奥睿律师事务所（英语：Orrick, Herrington & Sutcliffe）（总部设在美国旧金山的法律事务所）东京办事处
- 24层-27层: 瑞士信贷集团
- 21层: 美国世达律师事务所东京办事处
- 17层-21层: 思佰益集团
- 14层-15层: 德累斯顿银行
- 14层: 安联股份公司
- 9层: KDDI

## 前往方法
- 南北线六本木一丁目站直达
- 日比谷线神谷町站步行6分钟